# Corrado Parducci
Corrado Giuseppe Parducci (Buti, 10 marzo 1900 – Detroit, 22 novembre 1981) è stato uno scultore italiano naturalizzato statunitense.

## Biografia
Nato a Buti, in provincia di Pisa, arrivò a New York nel 1904 insieme al padre, che lo affidò per 18 mesi a un orfanotrofio cattolico. In questo lasso di tempo il padre lavorò duramente per guadagnare i soldi necessari a portare negli Stati Uniti il resto della famiglia, composta dalla moglie e da altri 12 figli.
La scultrice Gertrude Vanderbilt Whitney notò le qualità del giovane Corrado e lo avviò agli studi artistici, garantendo la copertura finanziaria. Frequentò il Beaux-Arts Institute of Design e l'Art Students League a New York, dove ebbe come insegnanti l'anatomista George Bridgman e lo scultore Albin Polasek.
Parducci iniziò nel 1917 un periodo di apprendistato presso lo scultore e architetto Ulysses Ricci, fino al 1921. Durante quegli anni e, in seguito, durante la sua permanenza nello studio di Anthony DiLorenzo, si fece notare dall'architetto Albert Kahn, che raggiunse a Detroit nel 1924. Nonostante l'idea iniziale di rimanervi solo per due mesi, il giovane scultore ebbe un tale successo da potersi mettere in proprio, chiamando a sé la giovane moglie Rebecca da New York.
Tutto il resto della sua carriera di scultore delle architetture si svilupperà nella città del Michigan, dove abbellirà innumerevoli edifici, come il Guardian Building, il Buhl Building, il Penobscot Building (tutti e tre in collaborazione con l'architetto Wirt C. Rowland), il Fisher Building, l'impianto di trattamento delle acque di Springwells, il Tribunale Federale di Levin, il David Stott Building, la chiesa di Sant'Aloisio, la Cattedrale del Santissimo Sacramento, la Chiesa-santuario Nazionale del Little Flower, la chiesa luterana della Trinità, l'Università di Detroit Mercy, oltre a svariate chiese, scuole, banche, ospedali e abitazioni.
Le sue sculture si trovano nelle più importanti città del Michigan: Ann Arbor, Dearborn, Flint, Grand Rapids, Jackson, Kalamazoo, Marquette, Royal Oak, Saginaw e Ypsilanti. In tutta la sua lunga carriera, Parducci lavorò all'abbellimento di circa 600 edifici.
L'ultima commissione ricevuta fu un ritratto dell'architetto Henry Hobson Richardson in un'ambientazione romanica, scolpito su un architrave nell'aula del Senato del Campidoglio dello Stato di New York, ad Albany nel 1980.
Sebbene Parducci spaziasse tra una varietà di stili, in particolare romanico, classico, rinascimentale e con influenze persino azteche e Maya, è ricordato soprattutto per il suo stile decorativo di ispirazione greca.